# ازاخیل بالا
ازاخیل بالا (به انگلیسی: Azakhel Bala) یک شهر در پاکستان است که در شهرستان نوشهره واقع شده‌است. ازاخیل بالا ۲۵٬۰۰۰ نفر جمعیت دارد.